# 부수지근린공원

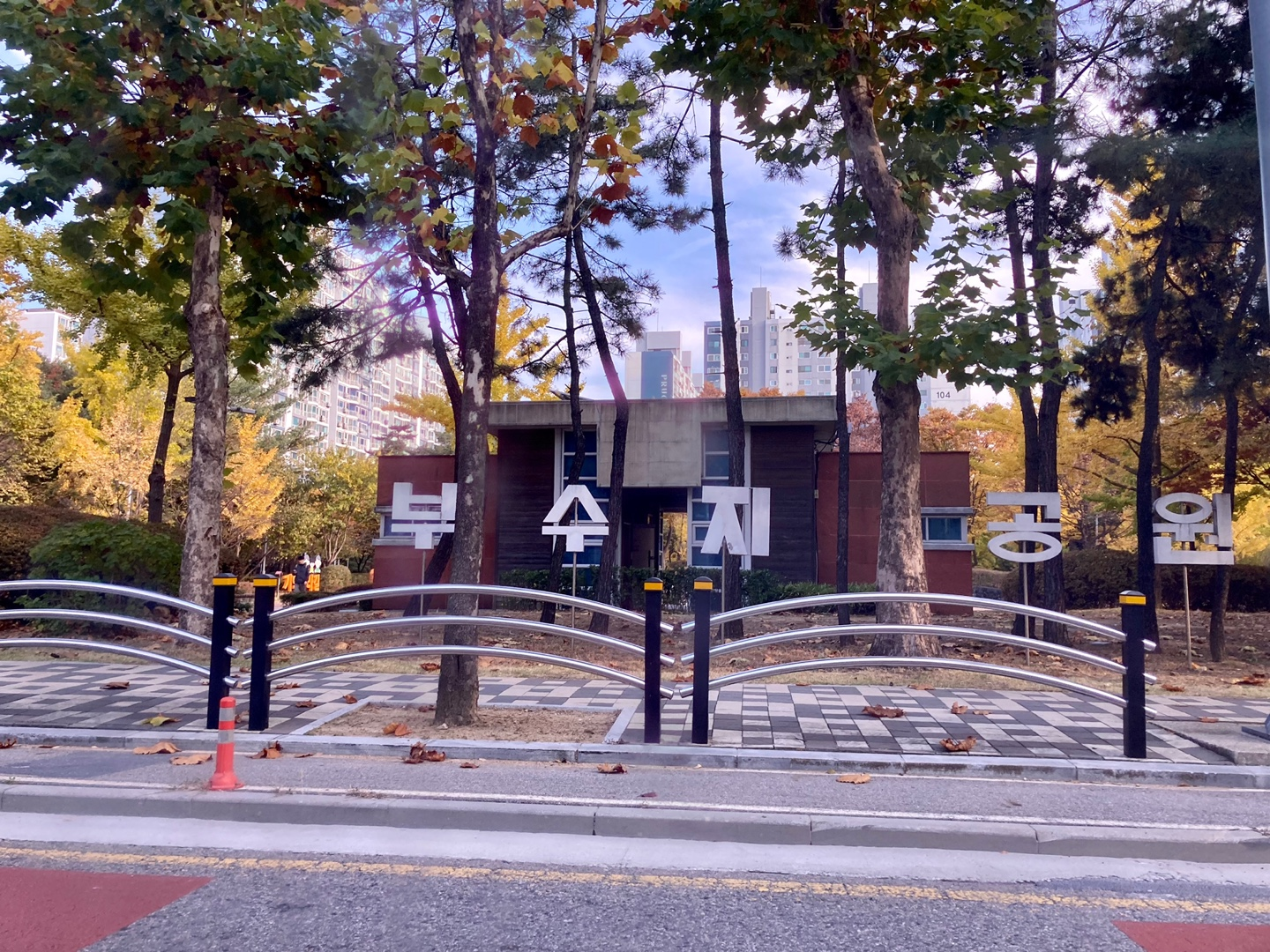
인천부수지공원(동춘동)

부수지근린공원은 인천광역시 연수구 동춘동에 있는 근린공원이다. 근린공원 내 물놀이장을 갖춘 공원으로 건립되었다. 2011년 01월 착공하여 같은 해 08월 준공이 완료되었다. 

## 요약
부수지근린공원은 19,001㎡ 면적에 ‘생명의 세계’, ‘화산’을 전체적인 주제로 조성하였으며, 물조합 놀이대, 화산 형태의 조형 분수 등 친수(親水)환경 조성하였다. 이른 오후시간대부터 인근 학교의 하교시간에 아이들과 부모님 방문이 많은 지역으로 근린공원 조성이후 여름, 늦가을에 방문객이 많다.
원인재로 인근의 연성중학교와 인천연성초등학교가 있다. 지하철역은 동춘역과 원인재역이 있다. 자연림을 조성한 뒤로 매미가 가장 많이 서식하여 우렁차게 운다.
연수구청 주차장을 이용한다면 1시간의 무료요금으로 주차를 하고 잠시 머무는 경우가 많고, 동춘3동행정복지센터가 인접해 있다.

## 같이 보기
- 동춘동
- 연수구
- 연성중학교
- 인천연성초등학교